# Yeşilvadi, Dereli
Yeşilvadi là một xã thuộc huyện Dereli, tỉnh Giresun, Thổ Nhĩ Kỳ. Dân số thời điểm năm 2011 là 163 người.